# 蓝花毛鳞菊
蓝花毛鳞菊（学名：Melanoseris cyanea）是菊科毛鳞菊属的植物。分布在尼泊尔、锡金以及中国大陆的贵州、西藏、云南、四川等地，生长于海拔1,800米至2,800米的地区，一般生于山坡灌中，目前尚未由人工引种栽培。

## 别名
蓝花毛鳞菊，别名蓝岩参菊（云南植物名录）、戟叶蓝岩参菊、滇藏毛鳞菊、粗毛毛鳞菊。

## 异名
- Cicerbita cyanea (D. Don) Beauv.